# Commmons
commmons（コモンズ）は、坂本龍一をはじめとするアーティストとエイベックスが共同で設立した音楽プロジェクト、またそのプロジェクトによってCDをリリースするエイベックス・エンタテインメントのレコードレーベル。合言葉は「think global, act local」。

## 概要
アーティストやクリエーター、音楽業界、ユーザーの「共有地 (commons)」の中に、「音楽 (music)」が存在するようにとの願いを込めて、「commons」ではなく、mが3つの「commmons」と名づけられた。
commmonsレーベルに所属するアーティストの中には、コトリンゴや小山絵里奈など坂本龍一が才能を見いだしたアーティストもいる。また坂本自身の楽曲（「koko」など）や、他のアーティストとのコラボレーション作品（クリスチャン・フェネスとの共作である「cendre」など）をcommmonsレーベルからリリースすることもある。
また2007年から「commmons: schola」と銘打った、坂本龍一完全監修の音楽全集をリリースしている。クラシック16巻と非クラシック14巻の全30巻となる予定で、年間3タイトルずつ発売するとしている。各巻はCDと解説本のセットとなっており、DVDトールサイズのケースに収められている。
環境保護活動にも力を入れており、リリースしたCDのカーボンオフセットなどを推進している。また公式ページでは、「ecommmons」と称して様々な環境活動を紹介している。

## 所属アーティスト
| アーティスト名                | 読み                                | 所属期間       | iTunes | 備考                                                                         |
| ----------------------------- | ----------------------------------- | -------------- | ------ | ---------------------------------------------------------------------------- |
| 坂本龍一                      | さかもとりゅういち                  | 2006年〜2023年 | リンク | 2023年に死去                                                                 |
| HASYMO Yellow Magic Orchestra | ハシモ イエローマジックオーケストラ | 2007年〜       | リンク |                                                                              |
| コトリンゴ                    | コトリンゴ                          | 2007年〜2014年 | リンク | koniwaに移籍                                                                 |
| □□□                           | クチロロ                            | 2007年〜2013年 | リンク | asian gothic labelに移籍                                                     |
| 小山絵里奈                    | こやまえりな                        | 2007年         | リンク |                                                                              |
| AOKI takamasa                 | あおきたかまさ                      | 2008年〜2010年 | リンク |                                                                              |
| PENGUIN CAFE ORCHESTRA        | ペンギンカフェオーケストラ          | 2007年         | リンク |                                                                              |
| BOREDOMS (V∞REDOMS)           | ボアダムス                          | 2007年〜2010年 | リンク |                                                                              |
| 青柳拓次                      | あおやなぎたくじ                    | 2007年         | リンク | LITTLE CREATURESメンバーのソロ                                               |
| naomi & goro                  | ナオミアンドゴロー                  | 2008年〜       | リンク |                                                                              |
| TAKU & GORO                   | タクアンドゴロー                    | 2008年         | リンク | 青柳拓次と伊藤ゴローのユニット                                               |
| AA=                           | エーエーイコール                    | 2009年〜2010年 | リンク | THE MAD CAPSULE MARKETS、上田剛士のソロプロジェクト。SPEEDSTAR RECORDSに移籍 |
| Fennesz（en）                 | フェネス                            | 2007年〜       | リンク |                                                                              |
| YOSHIMIO                      | ヨシミオ                            | 2007年〜2009年 | リンク | ボアダムス・OOIOOメンバーのソロ                                              |
| ヤマタカEYヨ                  | ヤマタカアイ                        | 2008年         |        | ボアダムス・OOIOOメンバーのソロ                                              |
| mi-gu（あらきゆうこ）         | ミグ                                | 2009年         | リンク | あらきゆうこのソロプロジェクト                                               |
| ASA-CHANG&巡礼/ASA-CHANG      | アサチャンアンドじゅんれい          | 2009年〜2011年 | リンク | P-VINEに移籍                                                                 |
| Dumb Type                     | ダムタイプ                          | 2009年         |        |                                                                              |
| OOIOO                         | オーオーアイオーオー                | 2009年         | リンク |                                                                              |
| 相対性理論                    | そうたいせいりろん                  | 2010年〜2011年 | リンク | みらいレコーズに移籍                                                         |
| 伊藤ゴロー                    | いとうゴロー                        | 2010年         | リンク |                                                                              |
| Open Reel Ensemble            | オープンリールアンサンブル          | 2012年         | リンク | P-VINEに移籍                                                                 |
| やくしまるえつこ              | やくしまるえつこ                    | 2012年〜2013年 | リンク | みらいレコーズに移籍                                                         |
| レキシ                        | レキシ                              | 2012年〜2014年 | リンク | ビクターエンタテインメント/Colorful Recordsに移籍                            |
| 藤倉大                        | ふじくらだい                        | 2013年         | リンク |                                                                              |
| 青葉市子と妖精たち            | あおばいちことようせいたち          | 2013年         | リンク |                                                                              |
| 三浦康嗣                      | みうらこうし                        | 2014年         |        | □□□メンバーのソロ                                                            |
| 原田知世                      | はらだともよ                        | 2014年         | リンク |                                                                              |
| Yakushimaru Experiment        | ヤクシマルエクスペリメント          | 2016年         | リンク |                                                                              |
| 蓮沼執太 & U-zhaan            | はすぬましゅうたアンドユザーン      | 2017年         | リンク |                                                                              |

### raster-noton
- alva noto
- Signal
- Frank Bretschneider
- CoH
- Byetone (aka Olaf Bender)
- 池田亮司
- Alva Noto + Ryuichi Sakamoto
- CoH aka Ivan Pavlov + Cosey Fanni Tutti
- Kangding Ray
- Atom™
- Pixel
- SND（英語版）

### Thrill Jockey
- The Sea and Cake
- Tortoise
- High Places

## サウンドトラック
| 発売日         | タイトル                                                                                        | 規格品番                                 | 備考                           |
| -------------- | ----------------------------------------------------------------------------------------------- | ---------------------------------------- | ------------------------------ |
| 2007年10月17日 | EX MACHINA ORIGINAL SOUNDTRACK                                                                  | RZCM-45700B:COMPLETE EDITION RZCM-45702B | オリコン最高41位、登場回数4回  |
| 2007年12月12日 | 「トニー滝谷」オリジナル・サウンドトラック                                                      | RZCM-45722                               | オリコン最高176位              |
| 2007年12月12日 | 「SILK」オリジナル・サウンドトラック                                                            | RZCM-45721                               | オリコン最高209位              |
| 2010年02月17日 | 「不毛地帯」オリジナル・サウンドトラック                                                        | RZCM-46489                               | オリコン最高155位              |
| 2010年12月08日 | 映画「くまのがっこう～ジャッキーとケイティ」オリジナル・ソングブック [CD+GOODS]<初回生産限定盤> | RZCM-46679 RZCM-46680                    |                                |
| 2012年10月17日 | 新しい靴を買わなくちゃ オリジナル・サウンドトラック                                             | RZCM-59239                               | オリコン最高145位              |
| 2013年01月30日 | NHK大河ドラマ オリジナル・サウンドトラック 「八重の桜」I                                        | RZCM-59238                               | オリコン最高104位、登場回数3回 |
| 2013年07月31日 | NHK大河ドラマ オリジナル・サウンドトラック 「八重の桜」II                                       | RZCM-59257                               | オリコン最高148位              |
| 2013年10月09日 | 坂本龍一 選 音楽で楽しむ大河ドラマ                                                              | RZCM-59472                               |                                |
| 2013年11月13日 | NHK大河ドラマ オリジナル・サウンドトラック 「八重の桜」III                                      | RZCM-59473                               | オリコン最高257位              |
| 2014年01月01日 | NHK大河ドラマ オリジナル・サウンドトラック コンプリート盤 「八重の桜」                          | RZCM-59519                               |                                |
| 2016年02月24日 | オリジナル・サウンドトラック盤「The Revenant (蘇えりし者)」                                     | RZCM-86057                               |                                |